# Sutter Creek
Sutter Creek – miasto w Stanach Zjednoczonych, w stanie Kalifornia, w hrabstwie Amador. Według spisu ludności przeprowadzonego przez United States Census Bureau, w roku 2010 miasto Sutter Creek miało 2 501 mieszkańców.